# Постоянный представитель Грузии при ООН
Постоянный представитель Грузии при ООН — официальное должностное лицо, представляющее Грузию во всех органах Организации Объединённых Наций.
С 19 июля 2013 года должность постоянного представителя Грузии в ООН занимает Каха Имнадзе.

## Постоянные представители Грузии при ООН
| # | Имя              | Срок полномочий | Срок полномочий  |
| # | Имя              | Начало          | Окончание        |
| - | ---------------- | --------------- | ---------------- |
| 1 | Петре Чхеидзе    | 1992            | 2002             |
| 2 | Реваз Адамия     | 2002            | 2006             |
| 3 | Ираклий Аласания | 2006            | 2008             |
| 4 | Александр Ломая  | 2009            | 2013             |
| 5 | Каха Имнадзе     | 19 июля 2013    | ныне в должности |